# 8

## Události
- 1. březen – počátek pravidelného juliánského kalendáře v římské říši
- 29. srpen – počátek reinkarnační éry (Léta Vtělení) užívané v Etiopii

## Hlava státu
- Římská říše – Augustus (27 př. n. l. – 14)
- Parthská říše – Vonónés I. (7/8–10/11)
- Kušánská říše – Heraios (1–30)
- Čína, dynastie Chan (206 př. n. l. – 220 n. l.) – Žu-c´-jing (6–8) » Wang Mang (8–23)
- Markomani – Marobud (?–37)